# Andy Hargreaves
Andrew „Andy” Peter Hargreaves (ur. 14 sierpnia 1969 w Clitheroe, w hrabstwie Lancashire) – brytyjski muzyk. Jest perkusistą oraz współkompozytorem w zespole I Am Kloot, do którego stworzenia zaprosił go wokalista John Bramwell w 1999 roku, z którym to muzyk grał już wcześniej. Mieszka w Levenshulme, w Manchesterze, w Anglii. Manchester uważa za inspirujący dla powstawania nowych zespołów. W 2010 roku został nominowany wraz z zespołem do Mercury Music Prize.

## Instrumentarium
Andy Hargreaves w zespole I Am Kloot gra na perkusji oraz na dzwonkach. Do gry na perkusji używa zarówno pałeczek jak i miotełek. Korzysta z zestawu z linii custom firmy KD Drums, której jest endorserem. Korpusy instrumentu zostały wykonane z przegniłego drewna klonowego, w jego skład wchodzi bęben basowy 22"x16", floor-tom 16"x16" oraz tom-tom 13"x9".